# 尼波 (伊利諾伊州)
尼波（英語：Nebo）是位於美國伊利諾伊州派克縣的一個村落。

## 地理
尼波的座標為39°26′32″N 90°47′15″W / 39.44222°N 90.78750°W，而該地最高點為海拔高度148米（即486英尺）。

## 人口
根據2010年美國人口普查的數據，尼波的面積為1.14平方千米，當中陸地面積為1.12平方千米，而水域面積為0.02平方千米。當地共有人口340人，而人口密度為每平方千米298人。